# Copa del Generalísimo de hockey sobre patines 1947
La Copa del Generalísimo de hockey sobre patines de 1947 fue la cuarta edición de la Copa del Generalísimo de este deporte. Se jugó en Barcelona que fue la sede única. Se disputó desde el 15 al 19 de marzo de 1947 y el campeón fue el RCD Español. El Torneo de Consolación fue ganado por el Patín Club Barcelona. 

Por primera vez participaron 9 clubs, por lo que se tuvo que disputar una eliminatoria previa en la que el ganador obtuvo el pase a los cuartos de final.

## Equipos participantes
Los 9 equipos que disputaron esta edición fueron:
- Aragón: Delicias e Iris.
- Baleares: Luna Parque.
- Castilla: SEU Madrid.
- Cataluña: RCD Español, GEiEG, Patín Club y Reus Ploms.
- Galicia: Hércules.

## Eliminatoria previa
| Fecha       | Ganador    | Perdedor    | Resultado |
| ----------- | ---------- | ----------- | --------- |
| 15 de marzo | Patín Club | Luna Parque | 9-0       |

## Cuartos de final
| Fecha       | Ganador     | Perdedor   | Resultado |
| ----------- | ----------- | ---------- | --------- |
| 15 de marzo | Reus Ploms  | Delicias   | 7-3       |
| 16 de marzo | Iris        | SEU Madrid | 7-1       |
| 16 de marzo | GEiEG       | Hércules   | 14-3      |
| 16 de marzo | RCD Español | Patín Club | 5-3       |

## Semifinales
| Fecha       | Ganador     | Perdedor   | Resultado |
| ----------- | ----------- | ---------- | --------- |
| 18 de marzo | RCD Español | Iris       | 7-0       |
| 18 de marzo | GEiEG       | Reus Ploms | 4-0       |

## Final
| Fecha       | Campeón     | Subcampeón | Resultado |
| ----------- | ----------- | ---------- | --------- |
| 19 de marzo | RCD Español | GEiEG      | 9-3       |

Campeón: REAL CLUB DEPORTIVO ESPAÑOL (2º título)